# Пово (Тренто)
Пово је насеље у Италији у округу Тренто, региону Трентино-Јужни Тирол.
Према процени из 2011. у насељу је живело 4689 становника. Насеље се налази на надморској висини од 411 м.

## Партнерски градови
- Знојмо